# 伯納德·斯皮爾斯伯里
伯納德·亨利·斯皮爾斯伯里爵士（英語：Sir Bernard Henry Spilsbury，1877年5月16日—1947年12月17日），英國病理學家及司法科学家，被認為是英國的第一位司法科学家。他一生中破過許多著名案件，是當時司法科学界的權威，惟亦曾經因為盲目專斷而誤判。

## 個人生活
1877年5月16日，斯皮爾斯伯里出生於沃里克郡皇家利明頓溫泉巴斯街35號（35 Bath Street），是化學家詹姆斯·斯皮爾斯伯里（James Spilsbury）和瑪麗安·伊麗莎白·喬伊（Marion Elizabeth Joy）四個孩子中的長男。
1908年9月3日，斯皮爾斯伯里與伊迪斯·卡洛琳·荷頓（Edith Caroline Horton）結婚，育有三子艾倫（Alan）、彼得（Peter）和理查德（Richard）及一女伊芙琳（Evelyn）。其中彼得後來成為蘭貝斯聖托馬斯醫院的初級醫師，死於1940年的倫敦大轟炸。1945年艾倫在戰爭結束不久後死於肺結核。兩個兒子的逝世最終導致了伯納德·斯皮爾斯伯里的婚姻危機。
1947年12月17日伯納德·斯皮爾斯伯里在他倫敦大學大學學院的實驗室里打開煤氣自殺，而自殺的原因一直不明。據推測可能和他糟糕的健康狀況及經濟問題有關。

## 職業生涯
斯皮爾斯伯里曾在牛津大學莫德林學院上學，1899年攻讀自然科學文學士學位，1905年攻讀醫學士和外科學士，1908年又讀了一個文學士學位，此外，自1899年起斯皮爾斯伯里也在倫敦帕丁頓的聖瑪麗醫院學習，專攻新學科法醫病理學。
1923年斯皮爾斯伯里獲授大英帝國勳章，且是英國內政部專任病理學家，亦曾在大學學院醫院、倫敦女子醫學學校和聖托馬斯醫院擔任職務。此外還是皇家醫學會成員。

### 案件
斯皮爾斯伯里首次進入公眾視野的案件是發生於1910年的霍利·哈維·克里平殺妻案，斯皮爾斯伯里給出的醫學證據證實了克里平是殺害其妻子的兇手，隨後他又在赫伯特·魯威斯·阿姆斯特朗殺妻案中為案件的解決指明了方向。
真正使其聲名大噪的案件是1915年“浴室裡的新娘”系列謀殺案，該案中有三名女子於浴室中神秘死亡，且最初都被當做事故來處理。但斯皮爾斯伯里證明了她們全為被殺身亡，且都是喬治·約瑟夫·史密斯一人所為。
一生中，斯皮爾斯伯里檢驗過上千具屍體，這使得他在法庭上的證詞都成為十分有力的理據。然而他處理過的一些案件極具爭議，例如1927年2月唐納德·梅里特（Donald Merrett）弒母案中斯皮爾斯伯里將其他醫生給出的證據定為不足而使得兇手逃得一劫，而此人在日後又一次犯下了殺人案。他的專斷甚至導致了誤判。

## 遺產
伯納德·斯皮爾斯伯里在含有塑料手套、鑷子和證據袋等法醫必備工具的法醫工具箱“Murder bag”的發明及發展中起著至關重要的作用。
2008年7月17日，斯皮爾斯伯里的醫學筆記在蘇富比拍賣，最後被倫敦維爾康姆圖書館拍下。這些檔案記錄了1905年至1932年倫敦郡及倫敦周圍各郡的死亡案例。從這些手寫的筆記中可以看出斯皮爾斯伯里曾經打算寫一本司法科学教科書，但沒有證據顯示他曾經著手開始過。

## 榮譽
- 下級勳位爵士（Kt.） （1923年元旦授勳名單[16]）